# 泰勒·史派樂
泰勒·斯波瑞特勒（英語：Taylor Danielle Spreitler，1993年10月23日—)是美国女演員和前模特兒。泰勒曾演過NBC電視台的肥皂劇我們的日子(Days of our Lives)擔任米雅(Mia McCormick)這個角色。(2009年1月~2010年7月)。現在飾演ABC Family電視台的情境喜劇憨管家俏主人裡的琳娜一角。

## 職業

### 早期
泰勒最初擔任模特兒，之後接拍第一支廣告。之後開始在替許多產品代言，包括JIF，Hess和Chuck E. Cheese's。
泰勒也曾經擔任過歌手，曾經在ESPN電視轉播上，美式足球賽前表演節目中為觀眾獻唱。

### 「我們的日子」時代
2009年1月，泰勒與NBC簽屬三年的合約，飾演知名肥皂劇我們的日子其中米雅的角色。之後解除合約，泰勒出現的最後一集是2010年6月。

### 「憨管家俏主人」時代
泰勒在ABC Family電視台的情境喜劇憨管家俏主人飾演主要角色琳娜(Lennox)。

## 作品列表
| 年代       | 名稱                   | 角色                            | 備註              |
| ---------- | ---------------------- | ------------------------------- | ----------------- |
| 2005, 2012 | 法律與秩序：特殊受害者 | Chloe Sellers / Taylor Culphers | 2集               |
| 2007       | All Souls Day          | Alice                           |                   |
| 2009–2010  | 我們的日子             | Mia McCormick                   | 139 集            |
| 2010–2015  | 憨管家俏主人           | Lennox Scanlon                  | 主演              |
| 2012       | Never Fade Away        | Trish Cavanaugh                 |                   |
| 2012       | Stalked at 17          | Angela                          | Lifetime 電視電影 |
| 2013       | 3 Day Christmas        | Lu Taylor                       | 電視電影          |
| 2017       | 陰宅2                  | 瑪莉莎                          |                   |
| 2018       | Leprechaun Returns     | Lila                            |                   |

## 個人生活
泰勒出生於美國密西西比州漢丁堡，在密西西比州威金斯長大，之後搬到密西西比州的艾默里。現在常住在洛杉磯。

## 備註
1. ↑  .   [2012-01-24]. （原始内容存档于2011-09-23）.
2. ↑  .   [2010-01-14]. （原始内容存档于2019-06-26）.

## 外部連結
- 官方网站
- 泰勒·史派樂在互联网电影资料库（IMDb）上的資料（英文）
- 泰勒·史派樂的X（前Twitter）